# شلمنصر الثالث
شولمانو- أشارئد الثالث في الأكادية وشلمنصر  في التناخ كان ملكاً آشورياً في الفترة من 858-823 ق.م وهو ابن الملك آشور ناصربال الثاني.
كانت فترة حكمه الطويل الذي دام خمسة وثلاثين عاماً عبارة عن سلسلة من الهجمات ضد القبائل الشرقية وقبائل ميسوپوتاميا، والبابلين؛ دوّنت تفاصيلها على مسلة كبيرة من حجر أسود موجودة بالمتحف البريطاني.
وقد حارب شلمنصر أحلاف الآراميين في بلاد الشام وحارب في الأناضول وهضبة إيران الشمالية وهاجم القبائل العربية في الصحراء وعمل على نشر الحضارة الآشورية في كل مكان.
وقد اتخذ شلمنصر مدينة كلخو (النمرود) عاصمة له مثل أبيه، إلا أنه بنى له قصراً قُبالة مركز المدينة. وقدّس الإله آشور وفضلّه على بقية الآلهة في بابل وبلاد الآشوريين.
وفي السنين الأخيرة من حكمه، ثار عليه أحد أبنائه وهو آشور دانن بال وسبب فتنة داخلية واضطرابات أدت إلى ضياع كثير من المستعمرات البعيدة وأنهى أخوه شمشي أداد الخامس الثورة وسحقها بتغلبه على أخيه الثائر.

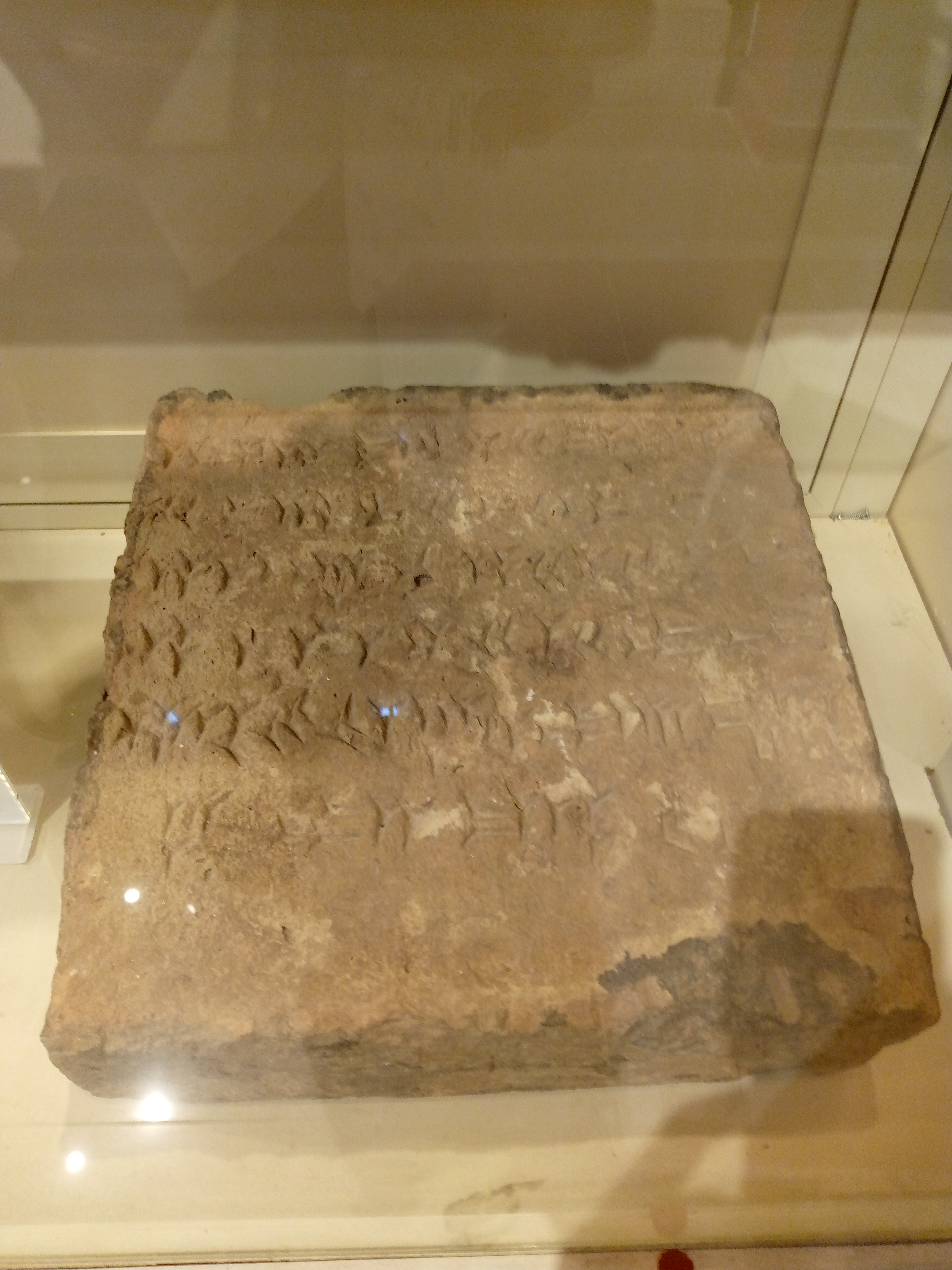
كتابة مسمارية على الآجر للملك شلمنصر الثالث كتب فوقها
شلمانو اوصر (الثالث) ، الملك العظيم
الملك القوي ، ملك العالم ،ملك بلاد اشور
ابن آشور ناصربال الثاني ملك بلاد اشور
ابن توكولتي نينورتا الثاني ملك العالم ملك بلاد اشور
تشييد زقورة
مدينة الملك كلخو
(متحف أربيل الحضاري)